# Phyllostegia hillebrandii
Phyllostegia hillebrandii là một loài thực vật có hoa trong họ Hoa môi. Loài này được H.Mann ex Hillebr. miêu tả khoa học đầu tiên năm 1888.